# Gao Taiping
Gao Taiping (chiń. 高太平) – chiński paleontolog specjalizujący się w owadach pasożytniczych.
Studiował biologię na Uniwersytecie Mongolii Wewnętrznej, gdzie w 2005 otrzymał tytuł licencjacki. Naukę kontynuował na kierunku genetyka, na Capital Normal University w Pekinie, gdzie w 2009 otrzymał tytuł magistra, a w 2013 doktora. W swojej pracy zajmuje się wymarłymi mezozoicznymi owadami ektopasożytniczymi, jak pchły i wszy. Ustanowił m.in. nową rodzinę prymitywnych wymarłych pcheł- Pseudopulicidae Gao, Shih et Ren, 2012. Ponadto zajmuje się genezą i ewolucją błonkówek. Jest współautorem, wydanej w 2012, książki " Silent Stories – Insect fossil Treasures from Dinosaur Era of the Northeastern China" oraz 10 publikacji naukowych.